# Frontière entre l'Iran et la Turquie

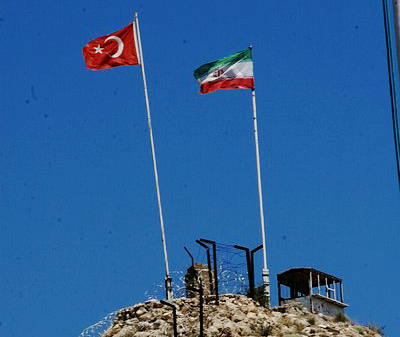
Frontière turco-iranienne

La frontière entre l'Iran et la Turquie  est la frontière séparant l'Iran et la Turquie, longue de 499 kilomètres.

## Dans la culture
Notamment parce cette frontière est un lieu de passage pour l'émigration illégale des Iraniens, elle est un décor pour divers films, tels que Trois Visages, Aucun ours, Hit the Road (en)...